# L'Impasse aux violences
Pour plus de détails, voir Fiche technique et Distribution.
L'Impasse aux violences (The Flesh and the Fiends) est un film britannique réalisé par John Gilling, sorti en 1960.

## Synopsis
A Édimbourg en 1820, le docteur Robert Knox, spécialiste de l'anatomie humaine, encourage les activités de voleurs de cadavres, ce qui scandalise ses confrères. Pour gagner de l'argent facilement, deux malfrats fournissent au docteur des cadavres encore très frais portant des marques de coups. Leurs agissements et les multiples disparitions éveillent les soupçons des confrères du docteur Knox et de sa famille sur sa santé mentale.

## Fiche technique
- Titre : L'Impasse aux violences
- Titre original : The Flesh and the Fiends
- Réalisation : John Gilling
- Scénario : John Gilling et Leon Griffiths
- Production : Robert S. Baker et Monty Berman
- Société de production : Triad Productions
- Société de distribution : Universal Pictures
- Musique : Stanley Black
- Photographie : Monty Berman
- Montage : Jack Slade
- Direction artistique : John Elphick
- Costumes : Laura Nightingale
- Pays de production : Royaume-Uni
- Format : noir et blanc - 2,35:1 - Mono - 35 mm
- Genre : Horreur, thriller et biopic
- Durée : 97 minutes
- Date de sortie : 2 février 1960 (Royaume-Uni)

## Distribution
- Peter Cushing  (VF : Rene Arrieu) : le docteur Robert Knox
- June Laverick : Martha Knox
- Donald Pleasence (VF : Jean Berton) : William Hare
- George Rose  (VF : Serge Lhorca)  : William Burke
- Renee Houston : Helen Burke
- Dermot Walsh : le docteur Geoffrey Mitchell
- Billie Whitelaw : Mary Patterson
- John Cairney  (VF :  Philippe Mareuil)  : Chris Jackson
- Melvyn Hayes : Daft Jamie
- June Powell : Maggie O'Hara
- Andrew Faulds  (VF : Maurice Dorleac)  : l'inspecteur McCulloch
- Philip Leaver : le docteur Elliott
- George Woodbridge  (VF : Pierre Morin)  : le docteur Ferguson
- Garard Green : le docteur Andrews
- Esma Cannon : Aggie
- Beckett Bould (VF : Paul Ville)  :	Antoine Mclaren
- John Rae  (VF : Jacques Beauchey)  : révérend Lincoln
- Raf De La Torre (VF : Gérard Férat) : Baxter

## Autour du film
- Le tournage s'est déroulé aux studios de Shepperton.